# بلوتوس
بلوتوس (باليونانية: Πλοῦτος)‏ (بالعربية:ثروة) في الأساطير اليونانية هو إله الثروة، كان ابناً لديميتر ونصف الإله ياسيون.
في علم اللاهوت كان يعتبر الطفل الإلهي في أسرار.
علاقته معقدة مع الحاكم الكلاسيكي للعالم السفلي بلوتو إذ كثيرا ما يُخْلَط بينهما، حيث أن الأخير أيضاً هو إله الأغنياء.